# Venlafaxine
Venlafaxine, được bán dưới tên Effexor cùng với các thương hiệu khác, là một loại thuốc chống trầm cảm thuộc nhóm thuốc ức chế tái hấp thu serotonin-norepinephrine (SNRI). Nó được sử dụng để điều trị rối loạn trầm cảm lớn (MDD), rối loạn lo âu tổng quát (GAD), rối loạn hoảng sợ và ám ảnh sợ xã hội. Nó được uống qua miệng.
Các tác dụng phụ thường gặp bao gồm chán ăn, táo bón, khô miệng, chóng mặt, đổ mồ hôi và các vấn đề tình dục. Các tác dụng phụ nghiêm trọng bao gồm tăng nguy cơ tự tử, hưng cảm và hội chứng serotonin. Hội chứng cai thuốc chống trầm cảm có thể xảy ra nếu dừng lại. Có những lo ngại rằng sử dụng trong giai đoạn sau của thai kỳ có thể gây hại cho em bé. Cách thức hoạt động của nó không hoàn toàn rõ ràng nhưng nó được cho là liên quan đến sự thay đổi chất dẫn truyền thần kinh trong não.
Venlafaxine đã được phê duyệt cho sử dụng y tế tại Hoa Kỳ vào năm 1993. Nó có sẵn như là một loại thuốc chung chung. Tại Hoa Kỳ, chi phí bán buôn cho mỗi liều ít hơn 0,20 đô la Mỹ vào năm 2018. Năm 2016, đây là loại thuốc được kê đơn nhiều thứ 51 tại Hoa Kỳ với hơn 15 triệu đơn thuốc.

## Sử dụng trong y tế
Venlafaxine được sử dụng chủ yếu để điều trị trầm cảm, rối loạn lo âu nói chung, ám ảnh sợ xã hội, rối loạn hoảng sợ và các triệu chứng vận mạch.
Một số bác sĩ có thể kê toa venlafaxine tắt nhãn để điều trị đau thần kinh tiểu đường (một cách chữa tương tự cho duloxetine) và đau nửa đầu dự phòng (ở một số người, tuy nhiên, venlafaxine có thể làm trầm trọng thêm hoặc gây chứng đau nửa đầu). Các nghiên cứu đã cho thấy hiệu quả của venlafaxine đối với các tình trạng này, mặc dù các tác nhân được bán trên thị trường cho mục đích này (như pregabalin hoặc duloxetine) có thể được ưa thích hơn. Nó cũng đã được tìm thấy để làm giảm mức độ nghiêm trọng của 'các cơn bốc hỏa' ở phụ nữ mãn kinh và nam giới về liệu pháp hormone để điều trị ung thư tuyến tiền liệt.
Do tác dụng của nó trên cả hệ thống serotoninergic và adrenergic, venlafaxine cũng được sử dụng như một phương pháp điều trị để giảm các cơn cataplexy, một dạng yếu cơ, ở những bệnh nhân mắc chứng ngủ rũ. Một số nghiên cứu nhãn mở và ba nghiên cứu mù- đôi đã cho thấy hiệu quả của venlafaxine trong việc điều trị rối loạn tăng động giảm chú ý (ADHD). Các thử nghiệm lâm sàng đã tìm thấy hiệu quả có thể có ở những người bị rối loạn căng thẳng sau chấn thương (PTSD).